# 不再落泪
不再落泪是加拿大歌手兼詞曲作者威肯的一首歌曲，收錄於他的第四張錄音室專輯《黑潮時刻》。由 馬克斯·馬丁、奧斯卡·霍爾特及威肯本人等創作而成。
歌曲原版最初在美國《告示牌》百大單曲榜上排名第四，之後與美國歌手亞莉安娜·格蘭德合作的二次混音版使這首歌在《告示牌》百大單曲榜上排名第一。該首歌也曾在《告示牌》百大單曲榜位居榜首兩週。
在2021年IHeartRadio音樂獎的頒獎典禮上，威肯曾與亞莉安娜·格蘭德合唱該曲。

## 音樂錄影帶
不再落泪的官方音樂錄影帶首次被威肯發佈於2021年1月4日。片中，威肯的面目展現了看似做了整形手術的模樣，這個怪異的面貌來自設計師所設計的假體與化妝技術的融合。
音樂影片的場景設定在一個晚會上，與會貴賓穿著正式並戴著面具。呈現整容面貌的威肯肆意跳舞，潑灑香檳於眾人身上，並將一個大獎盃擲出。接著，他注意到觀眾席上一位不戴面具的女人，並引導她走上舞台。當他們最初歡快地跳舞時，鏡頭很快就顯示威肯在背後藏著一把手槍。在燈短暫熄滅後，重新亮起時，威肯將槍放在她的一隻手上，並用槍指著自己的頭。女人意識到這一點並尖叫起來，但當畫面轉到另一個舞臺時，站在臺上舞動的卻是威肯，同時他手裡仍持著槍。當歌曲結束時，他扣動扳機，卻並未發射子彈，而是釋放了彩色紙屑。影片以會場鼓掌與威肯的笑容作結。